# Briefmarken-Jahrgang 2012 der Bundesrepublik Deutschland
Der Briefmarken-Jahrgang 2012 der Bundesrepublik Deutschland wurde am 8. März 2011 vom zuständigen Bundesministerium der Finanzen (BMF) vorgestellt. Der Jahrgang umfasste 72 Briefmarken (ursprünglich waren 53 Briefmarken geplant, durch die Unterscheidung von nass- und selbstklebenden Marken ergibt sich die Differenz) aus den Bereichen „Staat und Gesellschaft“, „Kunst und Kultur“, „Wissenschaft und Technik“, „Natur und Umwelt“, „Sport“ und „Ehrenamt“ und soll Auskunft über Personen und Ereignisse, die Menschen bis heute bewegen, geben. Zusätzlich gab es zu fünf Marken entsprechende Euro-Gedenkmünzen.
Ende Mai 2012 wurde bekannt, dass es nach Papst Benedikt XVI. 2007 und Jean Monnet 1977 am 11. Oktober 2012 eine Briefmarke zu Ehren von Helmut Kohl als „Kanzler der Einheit – Ehrenbürger Europas“ geben wird. Dass Personen zu Lebzeiten auf einer Briefmarke der Bundesrepublik Deutschland abgebildet werden, ist ansonsten eher die Ausnahme.
Zwischen 1995 und 2010 war die Deutsche Post AG (DPAG) exklusiver Lizenznehmer für die amtlichen Briefmarken mit der Landesbezeichnung „Deutschland“. Dieser Lizenzvertrag zwischen BMF und der DPAG ist bis 2012 verlängert worden. Im Oktober 2012 genehmigte die Bundesnetzagentur die Portoerhöhung ab 2013 für Standardbriefe von 0,55 Euro auf 0,58 Euro, damit steigt nach 1997 erstmals wieder das Briefporto. Auch der Maxibrief mit einem Gewicht bis 1.000 Gramm kostet ab 1. Januar statt bisher 2,20 Euro dann 2,40 Euro. Die Preise für Sendungen ins Ausland steigen ebenfalls an. Keine Erhöhung gibt es bei Inlandssendungen von Postkarte (0,45 €), Kompaktbrief (0,90 €) und Großbrief (1,45 €). Aus diesem Anlass gab es ab dem 6. Dezember 2012 zwei neue Dauermarken aus der Serie Blumen zu 58 und 240 Eurocent. Bereits ab 2. November gab es für Standardbriefe in allen Postfilialen und im Internet Marken im Wert von drei Cent, die als Ergänzungswert dienen. Von der Ergänzungsmarke wurden 440 Millionen Marken gedruckt. Damit war indirekt klar, dass die Deutsche Post AG den Jahrgang 2013 im Auftrag ausgeben wird.

## Liste der Ausgaben und Motive
Legende
- Bild: Eine bearbeitete Abbildung der genannten Marke. Das Verhältnis der Größe der Briefmarken zueinander ist in diesem Artikel annähernd maßstabsgerecht dargestellt. Sollten keine Marken abgebildet sein, liegt es daran, dass das Urheberrecht des Künstlers noch nicht erloschen ist.
- Beschreibung: Eine Kurzbeschreibung des Motivs und/oder des Ausgabegrundes. Bei ausgegebenen Serien oder Blocks werden die zusammengehörigen Beschreibungen mit einer Markierung versehen eingerückt.
- Wert: Der Frankaturwert der einzelnen Marke in Eurocent. Ein „+“ bedeutet, dass es sich um eine Zuschlagsmarke handelt (= Frankaturwert + Spende).
- Ausgabedatum: Das Datum des erstmaligen Verkaufs dieser Briefmarke.
- Auflage: Soweit bekannt, wird hier die zum Verkauf angebotene Anzahl dieser Ausgabe angegeben.
- Entwurf: Soweit bekannt, wird hier angegeben, von wem der Entwurf dieser Marke stammt.
- Mi.-Nr.: Diese Briefmarke wird im Michel-Katalog unter der entsprechenden Nummer gelistet.

| Sondermarken | |                   |                       |                                                                                           |                                  |                  |
| Bild         | Beschreibung | Werte in Eurocent | Ausgabe- datum (2012) | Auflage                                                                                   | Entwurf                          | Mi.-Nr.          |
|              | Serie: Deutsche National- und Naturparke - Nationalpark Jasmund                                                                                | 55                | 2. Januar             | 6.430.000 davon 60.200 auf ETB                                                            | Dieter Ziegenfeuter              | 2900             |
|              | Serie: Für die Wohlfahrtspflege – Edelsteine mit Zuschlägen zugunsten der Bundesarbeitsgemeinschaft der Freien Wohlfahrtspflege e. V.: - Rubin | 55+25             | 2. Januar             | 2.040.000 davon 60.200 auf ETB                                                            | Julia Warbanow                   | 2901             |
|              | - Smaragd | 90+40             | 2. Januar             | 2.756.000 davon 60.200 auf ETB                                                            | Julia Warbanow                   | 2902             |
|              | - Saphir | 145+55            | 2. Januar             | 4.639.000 davon 60.200 auf ETB                                                            | Julia Warbanow                   | 2903             |
|              | Serie: Post - Winterferien in Deutschland | 45                | 2. Januar             | 5.210.000 davon 60.200 auf ETB                                                            | Andrea Voß-Acker                 | 2904             |
|              | 350. Geburtstag Matthäus Daniel Pöppelmann | 145               | 2. Januar             | 5.260.000 davon 60.200 auf ETB                                                            | Lutz Menze                       | 2905             |
|              | 300. Geburtstag Friedrich der Große | 55                | 2. Januar "G"         | 7.930.000 davon 60.200 auf ETB                                                            | Gerhard Lienemeyer               | 2906             |
|              | 225. Geburtstag Joseph von Fraunhofer | 90                | 2. Januar             | 5.213.800 davon 60.200 auf ETB                                                            | Daniela Haufe und Detlef Fiedler | 2907             |
|              | Serie: Deutsche National- und Naturparke - Nationalpark Jasmund selbstklebend aus Folienblatt                                                  | 55                | 2. Januar             | 200.000.000                                                                               | Dieter Ziegenfeuter              | 2908 FB 18       |
|              | Serie: Für die Wohlfahrtspflege – Edelsteine - Rubin selbstklebend aus Markenheftchen und Rolle                                                | 55+25             | 2. Januar             | 13.919.000                                                                                | Julia Warbanow                   | 2909 MH 87       |
|              | 125 Jahre Schmalspurbahnen im Harz | 45                | 9. Februar            | 6.650.000 davon 60.200 auf ETB                                                            | Gerda M. und Horst F. Neumann    | 2910             |
|              | 100 Jahre „Der Blaue Reiter“ Gemälde Blaues Pferd I von Franz Marc                                                                             | 145               | 9. Februar            | 6.400.000 davon 60.200 auf ETB                                                            | Nina Clausing                    | 2911             |
|              | Biathlon-WM Ruhpolding | 55                | 9. Februar            | 5.200.000 davon 60.200 auf ETB                                                            | Jens Müller und Karen Weiland    | 2912             |
|              | Wiederbesiedlung heimischer Wildtiere - Luchs                                                                                                  | 55                | 9. Februar            | 7.000.000 davon 60.200 auf ETB                                                            | Thomas Serres                    | 2913             |
|              | - Elch | 55                | 9. Februar            | 6.800.000 davon 60.200 auf ETB                                                            | Thomas Serres                    | 2914             |
|              | 350. Geburtstag Matthäus Daniel Pöppelmann selbstklebend aus Folienblatt                                                                       | 145               | 9. Februar            | ?.???.000                                                                                 | Lutz Menze                       | 2915 FB 19       |
|              | 125 Jahre Schmalspurbahnen im Harz selbstklebend aus Folienblatt                                                                               | 45                | 9. Februar            | 13.616.750                                                                                | Gerda M. und Horst F. Neumann    | 2916 FB 20       |
|              | Serie: Post - Frühjahrsferien in Deutschland                                                                                                   | 55                | 1. März               | 5.870.000 davon 60.200 auf ETB                                                            | Andrea Voß-Acker                 | 2917             |
|              | 500. Geburtstag Gerhard Mercator | 220               | 1. März               | 5.590.000 davon 60.200 auf ETB                                                            | Iris Utikal und Michael Gais     | 2918             |
|              | Briefmarkenblock – 500 Jahre Sixtinische Madonna Gemeinschaftsausgabe mit Vatikanstadt                                                         | 55                | 1. März               | 4.264.000 davon 60.200 auf ETB                                                            | Werner Hans Schmidt              | Block 79 2919    |
|              | Trauermarke | 55                | 1. März               | 8.360.000 davon 60.200 auf ETB                                                            | Silvia Runge                     | 2920             |
|              | Wiederbesiedlung durch heimische Wildtiere - Luchs - Elch selbstklebend aus Folienblatt                                                        | je 55             | 1. März               | 49.580.000                                                                                | Thomas Serres                    | 2921, 2922 FB 21 |
|              | Serie: Post - Frühjahrsferien in Deutschland selbstklebend aus Folienblatt                                                                     | 55                | 1. März               | 64.720.000                                                                                | Andrea Voß-Acker                 | 2923 FB 22       |
|              | Serie: Für den Sport – Spitzensport zur Unterstützung der Stiftung Deutsche Sporthilfe: - Fußball-EM Polen/Ukraine                             | 55+25             | 12. April             | 957.000 davon 60.200 auf ETB                                                              | Jens Müller und Karen Weiland    | 2924             |
|              | - Olympische Spiele 2012 London | 90+40             | 12. April             | 860.000 davon 60.200 auf ETB                                                              | Jens Müller und Karen Weiland    | 2925             |
|              | - Tischtennis-WM 2012 Dortmund | 145+55            | 12. April             | 877.000 davon 60.200 auf ETB                                                              | Jens Müller und Karen Weiland    | 2926             |
|              | 100. Geburtstag Axel Springer | 55                | 12. April             | 5.860.000 davon 60.200 auf ETB                                                            | Fienbork Elsenbach Design        | 2927             |
|              | 50 Jahre Deutsche Welthungerhilfe | 55                | 12. April "G"         | 6.720.000 davon 60.200 auf ETB                                                            | Ingo Wulff                       | 2928             |
|              | 225. Geburtstag Joseph von Fraunhofer selbstklebend aus Folienblatt                                                                            | 90                | 12. April             | 130.169.500                                                                               | Daniela Haufe und Detlef Fiedler | 2929 FB 23       |
|              | Serie: Aktuelles - Fußball begeistert Deutschland                                                                                              | 55                | 2. Mai                | 6.100.000 davon 60.200 auf ETB                                                            | Stefan Klein und Olaf Neumann    | 2930             |
|              | Serie: Fachwerkbauten in Deutschland - Bad Münstereifel, Orchheimer Straße 23                                                                  | 165               | 2. Mai                | 7.980.000 davon 60.200 auf ETB                                                            | Dieter Ziegenfeuter              | 2931             |
|              | Serie: Für den Umweltschutz zur Unterstützung des Umweltschutzes - Abfall ist Rohstoff                                                         | 55+25             | 2. Mai                | 877.500 davon 60.200 auf ETB                                                              | Christoph Niemann                | 2932             |
|              | Serie: Post (Serie: Europa integriert) - Sommerferien in Deutschland                                                                           | 55                | 2. Mai                | 8.000.000 davon 60.200 auf ETB                                                            | Andrea Voß-Acker                 | 2933             |
|              | 250. Geburtstag Johann Gottlieb Fichte | 70                | 2. Mai                | 6.390.000 davon 60.200 auf ETB                                                            | Matthias Wittig                  | 2934             |
|              | Serie: Leuchttürme - Serie Leuchttürme: Arngast selbstklebend aus Rolle                                                                        | 55                | 2. Mai                | 193.240.000                                                                               | Johannes Graf                    | 2935             |
|              | Serie: Aktuelles - Fußball begeistert selbstklebend aus Markenheftchen                                                                         | 55                | 2. Mai                | 60.569.500                                                                                | Stefan Klein und Olaf Neumann    | 2936 MH 88       |
|              | Serie: Deutsche Malerei - Adolph Menzel – Das Balkonzimmer                                                                                     | 260               | 14. Juni              | 7.650.000 davon 60.200 auf ETB                                                            | Werner Hans Schmidt              | 2937             |
|              | 200 Jahre Grimms Märchen | 55                | 14. Juni "G"          | 12.980.000 davon 9.020.00 aus Zehnerbogen und 3.960.000 aus Rolle davon 60.200 auf ETB    | Barbara Dimanski                 | 2938             |
|              | 150 Jahre Deutscher Chorverband | 85                | 14. Juni              | 4.150.000 davon 60.200 auf ETB                                                            | Barbara Dimanski                 | 2939             |
|              | Pfälzer Hütte Gemeinschaftsausgabe mit Liechtenstein                                                                                           | 75                | 14. Juni              | 4.777.000 davon 60.200 auf ETB                                                            | Corinna Rogger                   | 2940             |
|              | Serie: Aktuelles - In Deutschland zu Hause – Vielfalt                                                                                          | 55                | 12. Juli              | 5.658.000 davon 60.200 auf ETB                                                            | Jens Müller und Karen Weiland    | 2941             |
|              | Serie: Leuchttürme - Kleiner Leuchtturm Borkum                                                                                                 | 45                | 12. Juli              | 6.320.000 davon 60.200 auf ETB                                                            | Johannes Graf                    | 2942             |
|              | - Leuchttürme Arkona | 55                | 12. Juli              | 5.700.000 davon 60.200 auf ETB                                                            | Johannes Graf                    | 2943             |
|              | Serie: Weltkulturerbe der UNESCO - Muskauer Park Gemeinschaftsausgabe mit Polen                                                                | 90                | 12. Juli              | 5.287.000 davon 60.200 auf ETB                                                            | Marzanna Dabrowska               | 2944             |
|              | Tierheime | 145               | 12. Juli              | 5.210.000 davon 60.200 auf ETB                                                            | Michael Okraj                    | 2945             |
|              | Serie: Für die Jugend – Historische Dampfloks zur Unterstützung der Stiftung Deutsche Jugendmarke e. V. - Schnellzuglokomotive S3/6            | 55+25             | 9. August             | 925.000                                                                                   | Stefan Klein und Olaf Neumann    | 2946             |
|              | - Nebenstreckenlokomotive PTL 2/2 | 90+40             | 9. August             | 840.000                                                                                   | Stefan Klein und Olaf Neumann    | 2947             |
|              | - Güterzuglokomotive Leopold Friedrich | 145+55            | 9. August             | 836.000                                                                                   | Stefan Klein und Olaf Neumann    | 2948             |
|              | 1100. Geburtstag Kaiser Otto I. | 45                | 9. August             | 4.915.000 davon 60.200 auf ETB                                                            | Ernst Kößlinger                  | 2949             |
|              | 200 Jahre Gäubodenvolksfest in Straubing | 55                | 9. August             | 5.680.000 davon 60.200 auf ETB                                                            | Peter und Regina Steiner         | 2950             |
|              | 100 Jahre Mittenwaldbahn | 75                | 9. August             | 4.713.000 davon 60.200 auf ETB                                                            | Gerda M. und Horst F. Neumann    | 2951             |
|              | Serie: Für uns Kinder - Bunte Kinderwelt | 55                | 13. September         | 5.720.000 davon 60.200 auf ETB                                                            | Peter und Regina Steiner         | 2952             |
|              | Serie: Post - Herbstferien in Deutschland | 55                | 13. September         | 5.190.000 davon 60.200 auf ETB                                                            | Andrea Voß-Acker                 | 2953             |
|              | Serie: Tag der Briefmarke - 100 Jahre erster offizieller amtlicher Postflug in Deutschland (Luftpost)                                          | 55                | 13. September         | 5.690.000 davon 60.200 auf ETB                                                            | Annegret Ehmke                   | 2954             |
|              | 200 Jahre Deutsche Bibelgesellschaft | 85                | 13. September         | 4.035.000 davon 60.200 auf ETB                                                            | Annegret Ehmke                   | 2955             |
|              | 100 Jahre Deutsche Nationalbibliothek | 55                | 13. September "G"     | 6.035.000 davon 60.200 auf ETB                                                            | Wilfried Korfmacher              | 2956             |
|              | 100 Jahre Domowina – Bund Lausitzer Sorben e. V.                                                                                               | 145               | 11. Oktober           | 5.330.000 davon 60.200 auf ETB                                                            | Kitty Kahane                     | 2957             |
|              | 50 Jahre Zweites Vatikanisches Konzil | 45                | 11. Oktober           | 6.000.000 davon 60.200 auf ETB                                                            | Andreas Ahrens                   | 2958             |
|              | Drei Gleichen | 55                | 11. Oktober           | 5.130.000 davon 60.200 auf ETB                                                            | Anna Berkenbusch                 | 2959             |
|              | Helmut Kohl: Kanzler der Einheit – Ehrenbürger Europas                                                                                         | 55                | 11. Oktober           | 5.085.000 davon 60.200 auf ETB                                                            | Coordt von Mannstein             | 2960             |
|              | Plusmarken-Serie: Weihnachten - Weihnachtliche Kapelle                                                                                         | 55+25             | 2. November           | 2.084.000 davon 60.200 auf ETB                                                            | Carsten Wolff                    | 2961             |
|              | 175 Jahre Göttinger Sieben | 55                | 2. November           | 5.180.000 davon 60.200 auf ETB                                                            | Stefan Klein und Olaf Neumann    | 2962             |
|              | 150. Geburtstag Gerhart Hauptmann | 55                | 2. November "G"       | 6.190.000 davon 60.200 auf ETB                                                            | Christof Gassner                 | 2963             |
|              | 500 Jahre Sixtinische Madonna selbstklebend aus Markenheftchen                                                                                 | 55                | 2. November           | 90.870.000                                                                                | Werner Hans Schmidt              | 2965 MH 90       |
|              | Plusmarken-Serie: Weihnachten - Weihnachtliche Kapelle selbstklebend aus Markenheftchen                                                        | 55+25             | 2. November           | 3.650.000                                                                                 | Carsten Wolff                    | 2966 MH 91       |
|              | Serie: Fachwerkbauten in Deutschland - Dinkelsbühl, Gasthof Deutsches Haus                                                                     | 58                | 6. Dezember           | 36.390.600 davon 16.000.000 aus Zehnerbogen und 20.390.600 aus Rolle davon 60.200 auf ETB | Dieter Ziegenfeuter              | 2970             |
| Dauermarken  | |                   |                       |                                                                                           |                                  |                  |
| Bild         | Beschreibung | Werte in Eurocent | Ausgabe- datum (2012) | Auflage                                                                                   | Entwurf                          | Mi.-Nr.          |
|              | Ergänzungsmarke | 3                 | 2. November           | ?.???.000                                                                                 | Stefan Klein und Olaf Neumann    | 2964             |
|              | Ergänzungsmarke selbstklebend aus Folienblatt                                                                                                  | 3                 | 2. November           | ?.???.000                                                                                 | Stefan Klein und Olaf Neumann    | 2967 FB 24       |
|              | Serie: Blumen - Kuhschelle | 58                | 6. Dezember           | ?.???.000                                                                                 | Stefan Klein und Olaf Neumann    | 2968             |
|              | - Kuhschelle selbstklebend aus Rolle | 58                | 6. Dezember           | ?.???.000                                                                                 | Stefan Klein und Olaf Neumann    | 2971             |
|              | - Prachtkerze | 240               | 6. Dezember           | ?.???.000                                                                                 | Stefan Klein und Olaf Neumann    | 2969             |